# Apallates
Apallates är ett släkte av tvåvingar. Apallates ingår i familjen fritflugor.

## Dottertaxa tillApallates, i alfabetisk ordning[1]
- Apallates aeneus
- Apallates antiguanus
- Apallates columbianus
- Apallates convexus
- Apallates costaricanus
- Apallates coxendix
- Apallates dissidens
- Apallates diversipes
- Apallates forbesi
- Apallates frontalis
- Apallates fur
- Apallates hermsi
- Apallates luteipes
- Apallates lutzi
- Apallates maculicornis
- Apallates magnipalpoides
- Apallates miccotrogus
- Apallates microcentrus
- Apallates montanus
- Apallates neocoxendix
- Apallates nigricoxa
- Apallates nigripes
- Apallates nocens
- Apallates ochripes
- Apallates paessleri
- Apallates particeps
- Apallates parvulus
- Apallates pruinosus
- Apallates sicatrix
- Apallates subtomentosus
- Apallates tener
- Apallates tomentosus
- Apallates triangulinus
- Apallates varipalpus
- Apallates viridiniger